# Forrest Reid
Forrest Reid (geboren am 24. Juni 1875 in Belfast, Irland; gestorben am 4. Januar 1947 in Warrenpoint, Nordirland) war ein irischer Romanautor, Literaturkritiker und Übersetzer. Er war neben Hugh Walpole und J. M. Barrie ein wichtiger britischer Vorkriegsautor. Reid wird noch heute als der größte Romanschreiber der Provinz Ulster angesehen; 1944 erhielt er für seinen Roman Young Tom den James Tait Black Memorial Prize.

## Jugend und Ausbildung

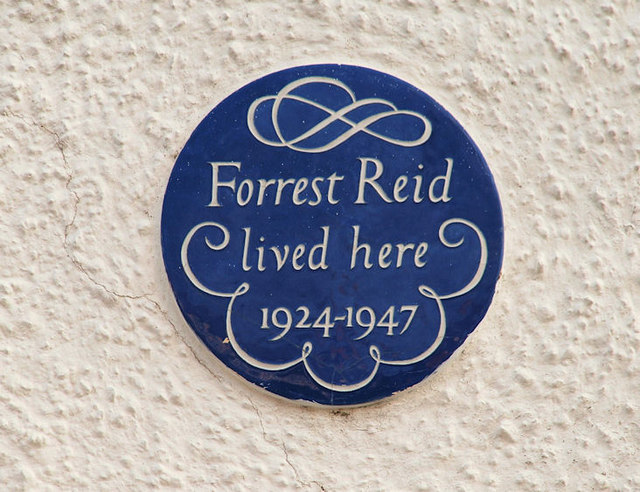
Eine Tafel mit der Aufschrift „Forrest Reid lebte hier 1924–1947“ an einem Haus in der Ormiston Crescent in Belfast

Geboren 1875 in Belfast, war er das jüngste von zwölf Kindern einer protestantischen Familie. Seine Mutter, die zweite Ehefrau seines Vaters, entstammte einer adligen Familie aus der englischen Grafschaft Shropshire. Obwohl er stolz auf seine Abstammung war, empfand er die strenge protestantische Erziehung seiner Eltern als einengend. Reid besuchte die Royal Belfast Academical Institution, eine Grundschule in Belfast, wonach er anfänglich als Lehrling im städtischen Teehandel arbeitete und später das Christ’s College in Cambridge besuchte. Dort beschäftigte er sich mit mittelalterlichen und modernen Reden und fand eine große Inspirationsquelle in dem jungen Schriftsteller E. M. Forster. Trotz alldem beschrieb Reid seinen Aufenthalt in Cambridge als „einen ziemlich leeren Abschnitt“ seines Lebens. Nach seinem Abschluss im Jahr 1908 kehrte er zurück nach Belfast um sich seiner Karriere als Autor zu widmen; sein Erstling, The Kingdom of Twilight, wurde schon 1904 veröffentlicht. Von Forster wurde er in Belfast besucht. Im Jahr 1952 kehrte Forster noch einmal nach Belfast zurück, um an Reids Haus nach dessen Tod eine Gedenktafel zu enthüllen.

## Werk und Einfluss
Neben seiner Arbeit als Schriftsteller übersetzte Reid auch Gedichte der Griechischen Anthologie (Poems from the Greek Anthology (1943)). Seine Studie des Werks von W. B. Yeats, einem irischen Poeten (W.B. Yeats: A Critical Study (1915)), wurde als beste Studie über Yeats’ Arbeiten gefeiert. Von Reid stammt auch eine maßgebende Schrift über die englische Holzschnitt-Szene der 1860er Jahre (Illustrators of the Sixties (1928)); seine Sammlung originaler Illustrationen aus dieser Zeit ist im Ashmolean Museum in Oxford untergebracht.
Reid war ein guter Freund von Walter de la Mare, den er 1913 kennenlernte, und über dessen Belletristik er 1929 ein Buch verfasste. Er hatte Einfluss auf den Romanautor Stephen Gilbert und stand in engem Kontakt mit der Bloomsbury Group, einer Gruppe einflussreicher englischer Künstler aus allen Bereichen. Reid gilt als Gründungsmitglied der Imperial Art League (spätere Artists League of Great Britain). Er war außerdem ein enger Freund von Arthur Greeves, der bekannt dafür ist, C. S. Lewis’ bester Freund gewesen zu sein. Greeves zeichnete mehrere der Porträts von Reid, die jetzt im Besitz der Royal Belfast Academical Institution sind.
Reid veröffentlichte Artikel in vielen Zeitschriften, wie der Westminster Review und der Ulster Review, und er rezensierte Bücher für den Manchester Guardian. Seine Autobiographie Apostate wurde 1926 veröffentlicht, die Fortsetzung Private Road folgte im Jahr 1940. Er war Mitbegründer der Irish Academy of Letters.

## Rezeption
Obwohl seine Bücher heutzutage nicht besonders bekannt sind, wurde Reid als „der erste Romanautor Ulsters von europäischem Format“ bezeichnet und es wurden Vergleiche zwischen seinem Bildungsroman übers protestantische Belfast, Following Darkness (1912), und James Joyce’ einflussreichem Roman über das Aufwachsen im katholischen Dublin, Ein Porträt des Künstlers als junger Mann (1914), gezogen. In Reids Romanen finden sich häufig Beschreibungen männlicher Schönheit und Liebe, was zum einen mit seiner Homosexualität zusammenhängt, zum anderen mit dem damaligen Trend in der englischen Literatur, diese eindeutig auszudrücken.
Die University of Exeter verwaltet die „Forrest Reid Collection“, die aus Erstauflagen aller seiner Veröffentlichungen sowie Büchern über Reid besteht. Viele seiner Originalmanuskripte sind in den Archiven der Belfast Central Library gelagert. Die Queens's University Belfast katalogisierte 2008 eine große Sammlung an Dokumentationsmaterial über Forrest Reid, unter anderem viele Briefe von E. M. Forster.

## Veröffentlichungen
- The Kingdom of Twilight. (1904)
- The Garden God – a Tale of Two Boys. Valancourt Books, Richmond 2007, ISBN 978-1-934555-04-0 (Erstausgabe: 1905)
- Denis Bracknel. Valancourt Books, Richmond 2014, ISBN 978-1-939140-97-5 (Erstausgabe: The Bracknels – a Family Chronicle, 1911; als Denis Bracknel : 1947)
- Following Darkness. Valancourt Books, Richmond 2014, ISBN 978-1-939140-53-1
- The Gentle Lover – A Comedy of Middle Age. (1913)
- At the Door of the Gate. (1915)
- The Spring Song. Valancourt Books, Richmond 2013, ISBN 978-1-939140-22-7 (Erstausgabe: 1916)
- A Garden by the Sea. (1918)
- Pirates of the Spring. (1919)
- Pender among the Residents. Valancourt Books, Richmond 2014 (Erstausgabe: 1922)
- Demophon – a Traveller's Tale. (1927)
- Uncle Stephen. Valancourt Books, Richmond 2014, ISBN 978-1-941147-44-3 (Erstausgabe: 1931)
- Brian Westby. Valancourt Books, Richmond 2013, ISBN 978-1-939140-65-4 (Erstausgabe: 1934)
- The Retreat. Valancourt Books, Richmond 2015, ISBN 978-1-941147-51-1 (Erstausgabe: 1936)
- Peter Waring. (1937)
- Young Tom. Valancourt Books, Richmond 2015, als E-Book (Erstausgabe: 1944)
- The Tom Barber Trilogy. Valancourt Books, Richmond 2011, ISBN 978-1-934555-86-6